# Bothrideres victoriensis
Bothrideres victoriensis is een keversoort uit de familie knotshoutkevers (Bothrideridae). De wetenschappelijke naam van de soort werd in 1891 gepubliceerd door Thomas Blackburn.